# Schweigt stille, plaudert nicht, BWV 211

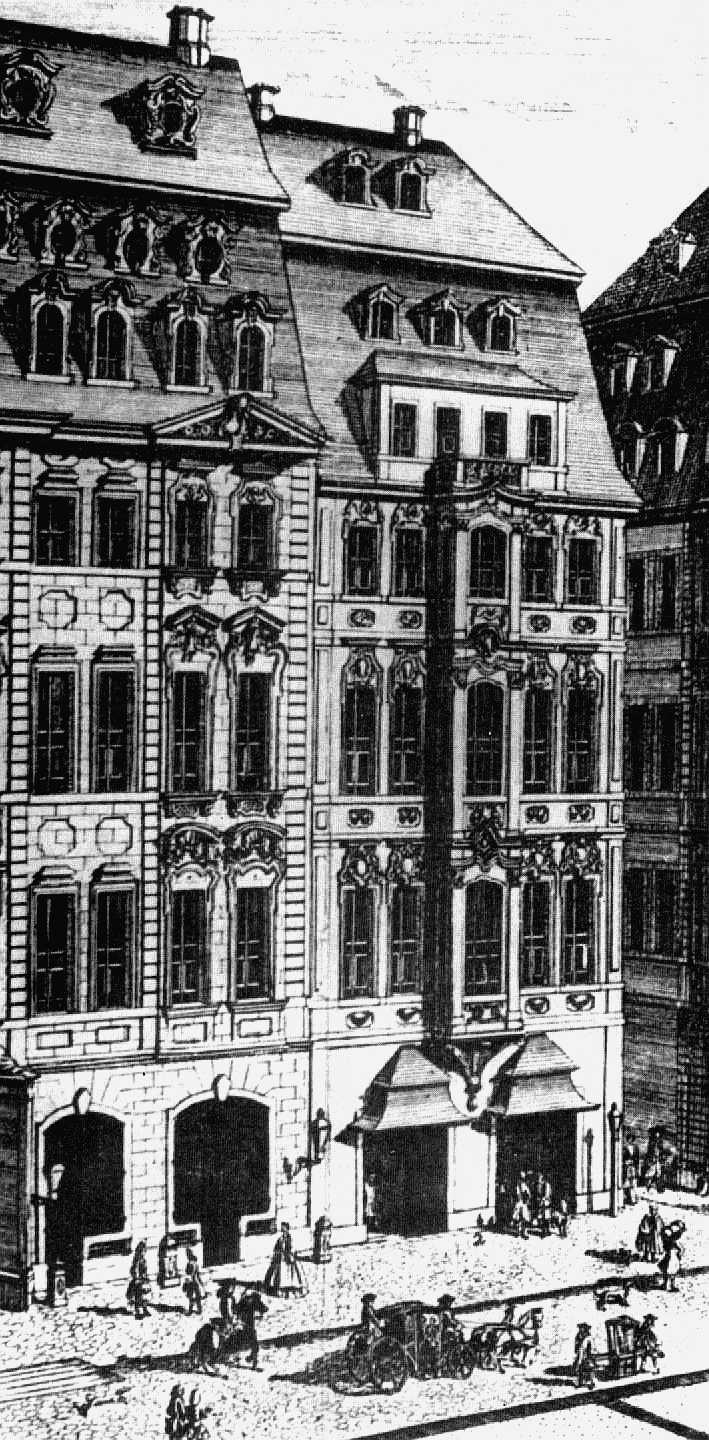
Café Zimmerman, nơi bản cantata được trình diễn

Schweigt stille, plaudert nicht, BWV 211, còn được gọi là Cantate Cà phê, là một bản cantata thế tục của nhà soạn nhạc Johann Sebastian Bach.

## Lịch sử
Bach là người lãnh đạo một collegium musicum ở Leipzig. Ông đã biểu diễn các buổi hòa nhạc ở Café Zimmermann, một quán cà phê ở Leipzig. Tác phẩm dựa trên một bài thơ của Picander, được Picander xuất bản năm 1732. Nhà soạn nhạc có thể đã sáng tác tác phẩm vào khoảng năm 1734.:919
Vào thời kì mà Bach sống, cà phê có giá thành rất đắt. Mọi người đều nghĩ rằng uống cà phê là một điều không tốt.

## Nội dung
Về cơ bản, cantata này giống một vở opera nhỏ hài hước kể về câu chuyện của một người cha có tên Schlendrian bất mãn khi luôn phải ngăn cản cô con gái Lieschen nghiện cà phê của mình, điều mà ông cho là một thói quen xấu. Tác phẩm chủ yếu xoay quanh cuộc đối thoại qua lại giữa hai nhân vật này với những diễn biến như sự hoang mang của người cha khi con gái chìm đắm trong cà phê hay như việc Schlendrian cố gắng hối lộ con gái mình từ bỏ cà phê để ổn định cuộc sống với một người chồng nhưng đã không thành khi Lieschen trốn tránh khỏi điều răn của cha mình bằng những sự khôn khéo và không nghe lời.

## Cấu trúc
Cantata được viết cho các nghệ sĩ độc tấu giọng nữ cao (vai Liesgen), nam cao (vai người kể chuyện) và nam trầm (vai Schlendrian), flute, hai vĩ cầm và basso continuo. Tác phẩm có 10 chương.:916–918  Bach đã không bao giờ viết một vở opera trong đời. Mặc dù vậy, cantata này có thể được coi là một vở opera nhỏ trong cuộc đời ông.
1. Hát nói: Schweigt stille, plaudert nicht
2. Aria: Hat man nicht mit seinen Kindern
3. Hát nói: Du böses Kind, du loses Mädchen
4. Aria: Ei! wie schmeckt der Coffee süße
5. Hát nói: Wenn du mir nicht den Coffee läßt
6. Aria: Mädchen, die von harten Sinnen
7. Hát nói: Nun folge, was dein Vater spricht
8. Aria: Heute noch, Lieber Vater, tut es doch
9. Hát nói: Nun geht und sucht der alte
10. Điệp khúc: Die Katze läßt das Mausen nicht